# Renegade (televisieserie)
Renegade is een Amerikaanse actieserie van 110 afleveringen verspreid over 5 seizoenen, die oorspronkelijk werd uitgezonden vanaf 19 september 1992 tot 4 april 1997.
De serie draait om Lorenzo Lamas als Reno Raines, een ex-politieagent, die is beschuldigd van een moord die hij niet heeft gepleegd. Raines gaat op de vlucht en bundelt de krachten met de Indiaanse premiejager Bobby Sixkiller, gespeeld door Branscombe Richmond. De serie werd gecreëerd en geproduceerd door Stephen J. Cannell, die had ook een terugkerende rol als belangrijkste schurk, de corrupte politieagent Donald 'Dutch' Dixon.

## Introductie
De show had de volgende voice-over voor elke aflevering met een samenvatting van de plot van de serie:

He was a cop and good at his job but he committed the ultimate sin and testified against other cops gone bad. Cops that tried to kill him but got the woman he loved instead. Framed for murder, now he prowls the badlands, an outlaw hunting outlaws, a bounty hunter, a RENEGADE.

De Renegade themesong die daarop volgt is gecomponeerd door Mike Post.

## Verhaal
Renegade is het verhaal van San Diego politieagent Reno Raines. Reno werd naar Bay City in Californië geroepen door zijn goede vriend, District Attorney Harry Wells. Wells huurt Reno in om undercover onderzoek te doen naar corruptie politieagenten. In een ontmoeting met Harry Wells en Bay City's korpschef Donald 'Dutch' Dixon vertelt Reno dat hij genoeg bewijs heeft om Buzzy Burrell, Dixons partner, in staat van beschuldiging te stellen. Om niet te worden betrokken bij alle misdrijven, breken Burrell en Dixon veroordeelde moordenaar Hogg Adams uit de gevangenis om Raines te doden. Later die nacht valt Hogg binnen in het motel waar Reno verblijft en poogt hem dood te schieten. In plaats daarvan raakt hij Valerie Prentice, de verloofde van Reno. Hogg ontvlucht het motel en Burrell komt zich ervan verzekeren dat Reno dood is. Dixon komt momenten later en doodt Burrell met een wapen van Reno.
Onterecht beschuldigd van de moord op agent Burrell, gaat Reno Raines op de vlucht. Dixon stuurt professionele premiejager Bobby Sixkiller achter hem aan, maar in plaats daarvan Reno redt zijn leven en wint zijn vertrouwen. Bobby realiseerde dat sommige dingen niet goed waren met Dixon. Reno werkt vanaf dan als een premiejager naast Sixkiller en zijn stiefzus Cheyenne Philips (Kathleen Kinmont), terwijl hij ondertussen zoekt naar Hoggs broer Hound Adams, de enige persoon die zijn naam kan zuiveren en kan getuigen tegen Dixon - een getuige die, vrezend voor zijn eigen leven, alleen naar voren wil komen als Reno Dixon doodt, iets wat hij niet bereid is om te doen.
Reno reist op zoek naar voortvluchtigen. Hij helpt ook mensen op hetzelfde moment en bewijst de onschuld van hen die volgens hem onschuldig zijn. Bij tal van gelegenheden, leren de justitiële autoriteiten en andere mensen wie Reno echt is, maar ze pakken hem nooit op als ze hem eenmaal vertrouwen en geloven. Uiteindelijk wordt Dixon een Amerikaanse Federal Marshal, waardoor hij de mogelijkheid krijgt om de federale politie in te zetten om op Reno te jagen.
Aan het einde van seizoen 5 doodt Dixon zijn eigen vrouw (Melissa) en ze sterft in Reno's armen. Ze wist wat Dixon deed en was klaar om hem aan te geven. Hun volwassen zoon (Donald Dixon Jr) gelooft de krantenartikelen en gaat ook achter Reno aan. In de laatste aflevering gaan Reno, Bobby, Donald Jr. en Dixon's baas Marshal Jack Hendricks met succes achter Dixon aan. Dixon beschiet en verwondt Hendricks en slaat op de vlucht. De Marshals zetten een premie op Dixons hoofd. In de laatste scene discussiëren Reno en Bobby of ze Dixon laten gaan, of dat ze hem laten merken hoe het is om een gezochte voortvluchtige te zijn. Ze besluiten achter hem aan te gaan.

## Rolverdeling
- Lorenzo Lamas als Reno Raines
- Branscombe Richmond als Bobby Sixkiller
- Stephen J. Cannell als Marshal Donald "Dutch" Dixon
- Kathleen Kinmont als Cheyenne Phillips (seizoen 1–4)
- Sandra Ferguson als Sandy Caruthers (seizoen 5)

Kinmont en Lamas waren getrouwd; zij scheidden midden in seizoen 2.

## Kijkcijfers
Op het hoogtepunt werd Renegade uitgezonden in bijna 100 landen, waardoor het een van de meest gekeken programma's wereldwijd werd. Alleen Baywatch had op dat moment betere kijkcijfers.

## Filmlocaties
De series zijn voornamelijk opgenomen in San Diego, Californië en omliggende buitenwijken.

## Dvd-uitgaven
Anchor Bay Entertainment bracht in 2005-2006 de eerste drie seizoenen van Renegade op dvd uit in regio 1. Vanwege tegenvallende verkopen werden de andere seizoenen niet uitgebracht. Vanaf 2010 werden de dvd-uitgaven gestopt.
Op 14 oktober 2009 werd aangekondigd dat Mill Creek Entertainment de rechten had verworven op meerdere Stephen J. Cannell series, waaronder Renegade. Mill Creek bracht vervolgens de eerste twee seizoenen uit als individuele sets.
Op 12 oktober 2010 bracht Mill Creek Renegade: The Complete Series uit op dvd in regio 1. De 20 schijfjes tellende set bevat voor de eerste keer alle 110 afleveringen van de serie op dvd.
De Renegade serie is in 2020 door de Duitse uitgever 'pidaxfilm' uitgeroepen als serie klassieker, en bracht seizoen 1-5 uit voor regio 2, met Duits ingesproken (en in het menu kan je ook kiezen voor het officiële Engelse). Helaas zonder ondertitels. Via Amazon.de te koop, in losse seizoenen of als complete set. Ook 4 dvds per seizoen. 
| Dvd-titel                  | Ep nr. | Verschijningsdatum |
| -------------------------- | ------ | ------------------ |
| The Complete First Season  | 22     | 19 januari 2010    |
| The Complete Second Season | 22     | 14 september 2010  |
| The Complete Series (1–5)  | 110    | 12 oktober 2010    |